# Хлопчаки (фільм, 1969)
«Хлопчаки» (рос. «Мальчишки») — радянський художній фільм 1969 року, складається з двох новел: «Новенький» і «Це саме я».

## Новела «Новенький»

### Сюжет
Боря і його мати повертаються з Уфи, де були в евакуації, до рідного Ленінграда. Боря намагається потоваришувати з головним у дворовій компанії Толею Волковим, який в цей самий час вперше закохався…

### У ролях
- Майя Булгакова —  мати Борі
- Андрій Константинов —  Боря
- Олександр Подошвін —  Волков
- Тетяна Дороніна —  дівчинка
- Олександр Кавалеров —  Сморига
- Михайло Кононов —  Гоша

### Знімальна група
- Автор сценарію:  Ігор Єфімов
- Режисер-постановник: Аян Шахмалієва
- Режисер: А. Дашкевич
- Оператор-постановник:  Яків Склянський
- Оператор: Д. Нестеров
- Художник:  Марксен Гаухман-Свердлов, Юрій Боровков
- Композитор:  Віктор Лебедєв
- Звукорежисер: Галина Голубєва
- Редактор: А. Бессмертний
- Монтаж: Л. Зайцева
- Директор: І. Шорохов

## Новела «Це саме я»

### Сюжет
Новий фізрук виявляє у відмінника Саші Горохова непогані дані і сподівається виховати з нього боксера. Але це зовсім не цікавить самого Сашу з його новими інтересами…

### У ролях
- Віктор Жуков —  Саша Горохов
- Лариса Тараненко —  Таня
- Геннадій Дюдяєв —  Лубенець
- Володимир Донцов —  Слава
- Антоніна Павличева —  бабуся
- Георгій Штиль —  Коробкін
- Володимир Рецептер —  Едуард Іванович
- Михайло Ладигін —  батько Лубенця
- Олег Глазков — однокласник Горохова
- Ігор Глазков — однокласник Горохова
- Сергій Рисков — Серьога, суперник на рингу

### Знімальна група
- Автор сценарію:  Валерій Попов
- Режисер-постановник: Леонід Макаричев
- Режисер: Н. Окунцова
- Головні оператори:  Володимир Грамматиков,  Борис Томаковський
- Композитор:  Владислав Кладницький
- Художник: А. Рудяков
- Звукооператор: Л. Вальтер
- Монтаж: Г. Баранова
- Редактор: Х. Елкен
- Директор: П. Борисова